# Ла-Базок
Ла-Базо́к (фр. La Bazoque) — коммуна во Франции, находится в регионе Нижняя Нормандия. Департамент коммуны — Кальвадос. Входит в состав кантона Бальруа. Округ коммуны — Байё.
Код INSEE коммуны — 14050.

## Население
Население коммуны на 2010 год составляло 158 человек.
| 1962 | 1968 | 1975 | 1982 | 1990 | 1999 | 2010 |
| ---- | ---- | ---- | ---- | ---- | ---- | ---- |
| 224  | 193  | 158  | 157  | 143  | 153  | 158  |

## Экономика
В 2010 году среди 117 человек трудоспособного возраста (15—64 лет) 82 были экономически активными, 35 — неактивными (показатель активности — 70,1 %, в 1999 году было 68,9 %). Из 82 активных жителей работали 76 человек (42 мужчины и 34 женщины), безработных было 6 (3 мужчин и 3 женщины). Среди 35 неактивных 12 человек были учениками или студентами, 16 — пенсионерами, 7 были неактивными по другим причинам.